# Вестиммерланн (коммуна)
Вестиммерланн (дат. Vesthimmerlands Kommune) — датская коммуна в составе области Северная Ютландия. Площадь — 776,22 км², что составляет 1,80 % от площади Дании без Гренландии и Фарерских островов. Численность населения на 1 января 2008 года — 38277 чел. (мужчины — 19420, женщины — 18857; иностранные граждане — 1346).
В состав коммуны входят Орс (Aars), Лойстёр (Løgstør), Фарсё (Farsø), Олеструп (Aalestrup).

## История
Коммуна была образована в 2007 году из следующих коммун:
- Олеструп (Aalestrup)
- Фарсё (Farsø)
- Лойстёр (Løgstør)
- Орс (Aars)